# Papilio chrapkowskoides
Papilio chrapkowskoides is een vlinder uit de familie van de pages (Papilionidae). Deze soort is lang bekend geweest onder de naam Papilio bromius Doubleday, 1845. Die naam blijkt echter een later homoniem te zijn van Papilio bromius Stoll, 1787, en dus niet beschikbaar. Zolang er geen verzoek aan de ICZN is gedaan om de naam bromius te conserveren, moet daarom de eerstvolgende beschikbare naam worden gebruikt. Dat is Papilio chrapkowskoides Storace, 1952.